# Station Thorsø
Station Thorsø was een station in Thorsø, Denemarken en lag aan de lijnen Århus - Thorsø en Langå - Bramming.